# پدر و مادری
پدر و مادری (انگلیسی: Parenthood) فیلمی در ژانر کمدی-درام به کارگردانی ران هاوارد است که در سال ۱۹۸۹ منتشر شد.

## بازیگران
- استیو مارتین
- تام هولس
- ریک مورانیس
- مارتا پلیمپتن
- کیانو ریوز
- جیسون روباردز
- مری استینبورگن
- دایان ویست
- برایس دالاس هاوارد
- کلینت هاوارد
- دنیس داگن
- آیلین راین
- واکین فینیکس
- رنس هاوارد
- هارلی جین کوزک
- الیسن پورتر